# Вежа Банку Китаю
Ве́жа Ба́нку Кита́ю  (скорочено Вежа BOC; трад. китайська: 中銀大廈) — це один з найвідоміших хмарочосів Гонконгу, що розташований по вул. 1 Garden Road в Центральному районі острова Гонконг, і є штаб-квартирою гонконгського управління Bank of China.
Запроєктував будівлю американець китайського походження Бей Юймін. Висота споруди разом з антенами становить 367 метрів. 72 поверхова будівля була споруджена 1990 року й у період з 1990 по 1992 рік була найвищою в Гонконгу та всій Азії, проте тепер вона є лише третьою в самому Гонконгу після таких хмарочосів як Міжнародний Фінансовий Центр та Сентрал Плаза. Будинок має 2 оглядових майданчика, один розміщений на 43 поверсі і відкритий для всіх охочих, другий розрозміщений на 70 поверсі, куди можна потрапити лише за записом.

## Архітектура та феншуй
Будівля спроєктована в стилі Хай-тек, зовнішній вигляд нагадує пагони бамбука, що символізує життя та процвітання. Вся структура підтримується п'ятьма сталевими колонами в кутах будівлі, вони накриті скляною стіною. Певний час ця будівля була джерелом суперечок відносно її будівництва. Зокрема були піддані негативній критиці прямі кути. Кути будівельних профілів нагадують ніж м'ясника. У Феншуї це описується як дровокол будинку.

## Цікаві факти
- Це єдина будівля Гонконгу, яка має аналоги в комп'ютерних іграх таких як SimCity 3000 та SimCity 4
- Будівля була піддана комп'ютерній обробці і показана у фантастичному фільмі Зоряний шлях:Вояджер